# Limitações aos direitos autorais
Limitações e exceções aos direitos autorais são disposições, trazidas pela Lei de Direitos Autorais (LDA), em seus artigos 46 a 48, que permitem que obras protegidas por direitos autorais sejam usadas sem uma licença do proprietário dos direitos autorais.
As limitações aos direitos autorais têm como objetivo equilibrar os interesses individuais dos autores com os interesses coletivos da sociedade, com o objetivo de trazer harmonia entre os direitos individuais e coletivos. Dessa forma, buscam assegurar a função social da propriedade intelectual, conforme previsto no artigo 5º, inciso XXIII, da Constituição Federal de 1988, que estabelece que “a propriedade atenderá a sua função social”.
Além disso, essas limitações visam garantir o acesso à cultura e à informação, direitos fundamentais assegurados pelos artigos 215 e 5º, inciso XIV, da mesma Constituição.

## Fundamento legal e jurisprudência
A Lei nº 9.610/1998 estabelece, de forma expressa, algumas situações em que o uso de obras protegidas por direito autoral não constitui infração aos direitos do autor. Essas previsões legais têm como finalidade permitir o acesso ao conhecimento, promover a educação, a inclusão social e o livre debate de ideias, respeitando os limites estabelecidos pela própria norma.
"Art. 46. Não constitui ofensa aos direitos autorais:
I - a reprodução: a) na imprensa diária ou periódica, de notícia ou de artigo informativo, publicado em diários ou periódicos, com a menção do nome do autor, se assinados, e da publicação de onde foram transcritos; b) em diários ou periódicos, de discursos pronunciados em reuniões públicas de qualquer natureza; c) de retratos, ou de outra forma de representação da imagem, feitos sob encomenda, quando realizada pelo proprietário do objeto encomendado, não havendo a oposição da pessoa neles representada ou de seus herdeiros; d) de obras literárias, artísticas ou científicas, para uso exclusivo de deficientes visuais, sempre que a reprodução, sem fins comerciais, seja feita mediante o sistema Braille ou outro procedimento em qualquer suporte para esses destinatários;
II - a reprodução, em um só exemplar de pequenos trechos, para uso privado do copista, desde que feita por este, sem intuito de lucro;
III - a citação em livros, jornais, revistas ou qualquer outro meio de comunicação, de passagens de qualquer obra, para fins de estudo, crítica ou polêmica, na medida justificada para o fim a atingir, indicando-se o nome do autor e a origem da obra;
IV - o apanhado de lições em estabelecimentos de ensino por aqueles a quem elas se dirigem, vedada sua publicação, integral ou parcial, sem autorização prévia e expressa de quem as ministrou;
V - a utilização de obras literárias, artísticas ou científicas, fonogramas e transmissão de rádio e televisão em estabelecimentos comerciais, exclusivamente para demonstração à clientela, desde que esses estabelecimentos comercializem os suportes ou equipamentos que permitam a sua utilização;
VI - a representação teatral e a execução musical, quando realizadas no recesso familiar ou, para fins exclusivamente didáticos, nos estabelecimentos de ensino, não havendo em qualquer caso intuito de lucro;
VII - a utilização de obras literárias, artísticas ou científicas para produzir prova judiciária ou administrativa;
VIII - a reprodução, em quaisquer obras, de pequenos trechos de obras preexistentes, de qualquer natureza, ou de obra integral, quando de artes plásticas, sempre que a reprodução em si não seja o objetivo principal da obra nova e que não prejudique a exploração normal da obra reproduzida nem cause um prejuízo injustificado aos legítimos interesses dos autores.
Art. 47. São livres as paráfrases e paródias que não forem verdadeiras reproduções da obra originária nem lhe implicarem descrédito.
Art. 48. As obras situadas permanentemente em logradouros públicos podem ser representadas livremente, por meio de pinturas, desenhos, fotografias e procedimentos audiovisuais."
Embora esses exemplos estejam descritos de forma clara na Lei de Direitos Autorais, a doutrina e a jurisprudência vêm reconhecendo que o rol previsto não é taxativo, e pode ser interpretado à luz dos princípios constitucionais e da realidade social.
Nesse sentido, o Superior Tribunal de Justiça (STJ) tem destacado que os direitos autorais devem ser interpretados de forma a conciliar a proteção dos direitos do autor com a função social da propriedade intelectual e com os direitos fundamentais da coletividade, como o acesso à cultura, à educação e à informação, não podendo a sua proteção ser utilizada como obstáculo ao pleno exercício desses direitos.
Portanto, a proteção efetiva do direito à propriedade intelectual deve ser interpretada em consonância com os direitos e garantias fundamentais previstos na Constituição Federal. O alcance dos direitos autorais, especialmente à luz dos artigos 46, 47 e 48 da Lei nº 9.610/1998, deve ser ponderado com base em valores como a liberdade de expressão, a intimidade, a privacidade, o direito à cultura, à educação, ao desenvolvimento científico e à liberdade de imprensa e de culto.
Essa ponderação, no entanto, não pode ser feita de forma arbitrária. Ela deve observar critérios objetivos, em conformidade com os tratados internacionais ratificados pelo Brasil, como a Convenção de Berna e o Acordo sobre os Aspectos dos Direitos de Propriedade Intelectual Relacionados ao Comércio (TRIPS).
O artigo 13 do Acordo TRIPS, inspirado no artigo 9.2 da Convenção de Berna, estabelece o chamado teste dos três passos (three-step test), que deve orientar a criação e a aplicação das limitações aos direitos autorais. Segundo esse dispositivo, os países que fazem parte do acordo devem permitir limitações ou exceções aos direitos autorais apenas em situações específicas e bem justificadas. Essas limitações não podem atrapalhar o uso comercial normal da obra nem causar prejuízos indevidos aos interesses legítimos de quem detém os direitos sobre ela.
Esse critério internacional reforça a necessidade de se preservar o equilíbrio entre a exploração legítima da obra pelo autor e o interesse público no acesso ao conhecimento, à cultura e à inovação.

## Direitos dos usuários e Creative Commons

Representação dos tipos de licenças Creative Commons, variando entre uso totalmente livre (domínio público) e uso com restrições (não comercial, sem obras derivadas etc.). A imagem ilustra o espectro de permissões de uso, de acordo com os símbolos atribuídos a cada licença. (Imagem originalmente em espanhol)

Além das limitações previstas em lei, parte da doutrina e de iniciativas sociais propõe a leitura dessas permissões como direitos dos usuários, e não apenas como exceções toleradas. Esse entendimento reforça a ideia de que o acesso à cultura, à informação e à educação são dimensões legítimas a serem protegidas. Em outras palavras, os direitos autorais devem ser interpretados à luz dos direitos fundamentais, destacando a importância de instrumentos como as licenças Creative Commons para promover esse equilíbrio.
Iniciativas como o Creative Commons refletem essa perspectiva, oferecendo modelos de licenciamento que flexibilizam os direitos autorais e promovem o compartilhamento legal de conteúdos. Tais licenças permitem que os autores escolham, de forma transparente, quais usos desejam autorizar (como usos não comerciais, obras derivadas ou compartilhamento com atribuição), ampliando o uso legítimo de obras sem abrir mão do reconhecimento autoral e do controle sobre a forma como sua criação circula.
Esse tipo de solução voluntária demonstra que é possível conciliar a proteção jurídica dos criadores com os interesses sociais mais amplos, como a disseminação do conhecimento, o estímulo à inovação e a colaboração em ambientes educacionais, científicos e culturais.

## Direito da concorrência e antitruste
A interseção entre os direitos autorais e o direito da concorrência levanta questões relevantes sobre o uso abusivo do poder legal concedido aos titulares de obras protegidas.
Embora o sistema autoral reconheça um monopólio temporário sobre a obra, esse monopólio não pode ser exercido de forma a violar os princípios da livre concorrência. Práticas como licenciamentos discriminatórios, cláusulas abusivas ou prolongamento artificial da proteção autoral podem comprometer o funcionamento eficiente dos mercados, levando à intervenção de autoridades antitruste.
Do ponto de vista econômico, a proteção conferida pela legislação de propriedade intelectual deve se limitar ao necessário para permitir que os autores e inventores recuperem os custos associados à criação. Quando esses limites são ultrapassados, há risco de distorções no mercado, como a restrição indevida do acesso de concorrentes e a criação de barreiras à entrada. Nessas situações, a proteção autoral pode deixar de estimular a inovação e passar a representar um entrave à livre circulação de conhecimento e ao desenvolvimento de novos produtos, especialmente em ambientes altamente competitivos.
Nem sempre os mecanismos legais existentes são suficientes para impedir esses efeitos. Em muitos casos, lacunas na legislação permitem que os titulares ampliem artificialmente o escopo da proteção, dificultando o acesso a conteúdos, tecnologias ou expressões culturais que já deveriam estar disponíveis à sociedade.